# Hale Tenger
Hale Tenger (geb. 1960 in Izmir) ist eine zeitgenössische türkische Künstlerin. Sie setzt sich in ihrer Arbeit kritisch mit den politischen und sozialen Verhältnissen ihres Heimatlandes auseinander und leistet einen Beitrag zum Diskurs über Freiheit, Gerechtigkeit und die Rolle der Kunst als Mittel des Widerstands und der Reflexion.

## Leben
Tengers akademische Laufbahn umfasste ein Studium an den Istanbuler Universitäten Boğaziçi und Mimar Sinan, gefolgt von einer weiterführenden Ausbildung an der Cardiff University. Ihre Erfahrungen während der politischen Unruhen und gesellschaftlichen Veränderungen in der Türkei, insbesondere im Zuge des Militärputsches von 1980, prägten ihre künstlerische Entwicklung und thematische Ausrichtung maßgeblich. Trotz der politischen Herausforderungen, die sie in ihrem Heimatland erfahren hat, bleibt sie in der Türkei ansässig und aktiv.

## Wirken
Tengers Kunst ist tief in den politischen und sozialen Diskursen der Türkei verwurzelt. Sie nutzt ihre Werke zur Thematisierung komplexer Fragen der nationalen Identität, staatlicher Repression, Geschlechterbeziehungen und der Rolle der Kunst in der Gesellschaft. Ihre markanten Installationen, Videos und Objekte sind für die Auseinandersetzung mit Gewalt, Machtverhältnissen und dem Spannungsfeld zwischen Natur und Kultur bekannt.
Ein prägendes Werk ihrer frühen Karriere ist Ich habe solche Freunde (1992), eine Installation, die mit einer aus Bronzefiguren zusammengesetzten türkischen Nationalflagge, zusammengesetzt aus unzähligen Bronzefiguren mit erigiertem Penis, den Machismo der kemalistischen Türkei kritisiert. Diese Arbeit führte zu rechtlichen Auseinandersetzungen.
Ein weiteres bedeutendes Werk ist We didn’t go outside; we were always on the outside / We didn’t go inside; we were always on the inside (1995), eine Installation, welche die politische Unterdrückung in der Türkei kommentiert. Die Darstellung eines Wachhauses umgeben von Stacheldraht verkörpert die Isolation und Überwachung, die in repressiven Regimen vorherrscht, und spielt auf Tengers persönliche Erfahrungen mit Zensur an. Die Kuratorin Çağla Ilk erinnerte sich einmal an ihre erste Begegnung mit moderner Kunst über das Werk Tengers und wie diese ihr Leben veränderte:

„Meine erste Begegnung mit moderner Kunst war 1995 auf der Istanbul Biennale […]. Da war eine Installation von Hale Tenger ausgestellt. Ich erinnere mich noch genau an das kleine graue Wachhäuschen. […] Ich wollte nach diesem Erlebnis sofort aufbrechen. Es war so klar, dass wir in der Türkei eingeschlossen waren. Ich denke, es war dem Leben in der DDR vergleichbar.“

Tengers Kunstwerke wurden international ausgestellt, unter anderem auf der 57. Biennale di Venezia (2017), und haben ihr Anerkennung und Auszeichnungen eingebracht.